# Staberhuk fyr
 Staberhuk fyr står i sydöstra delen av ön Fehmarn i Tyskland, några kilometer öster om Fehmarnsundsbron. Tillsammans med Flügge fyr markerar den navigationsleden Fehmarnsund.

## Beskrivning
År 1903 började man bygga det robusta tornet av gult tegel med en röd lanternin. Bredvid tornet byggdes också en vaktmästarbostad av gula tegelstenar. Den massiva konstruktionen av tornet var nödvändig på grund av den planerade tekniska utrustningen. Efter färdigställandet bar tornet gjutjärnslanternan från den gamla Helgoland fyr.

Med tiden blev vädret särskilt hårt på den västra sidan av tornet. På denna sida ersattes de gula tegelstenarna med röda tegelstenar. Denna egenskap är unik i världen.

## Nautiskt
Fyren Staberhuk hör till ansvarsområdet för “Wasserstraßen- und Schifffahrtsamt Ostsee“ (tyska sjöfartsverket)  och fjärrövervakas av trafikcentralen i Travemünde. Identifieringen Ubr. Grp. 2 genereras i vitt och grönt = (1) + 3 +(1) + 11 = 16 s med hjälp av en cirkulationsmembran.

## Teknik
Tornet är utrustat med den ursprungliga bältlins (byggd 1870) från den engelska fyren på Helgoland, som monterades ned 1902. Den har en höjd på 2,41 meter och en brännvidd på 925 mm. En HQJ-T-400-W halogenlampa används, som genererar en ljusstyrka på 115680 cd och har en nominell räckvidd på ca 19 nm. En nödgenerator finns tillgänglig i händelse av strömavbrott.

## Övrigt
Ernst Ludwig Kirchner målade fyren under sin vistelse på Fehmarn.

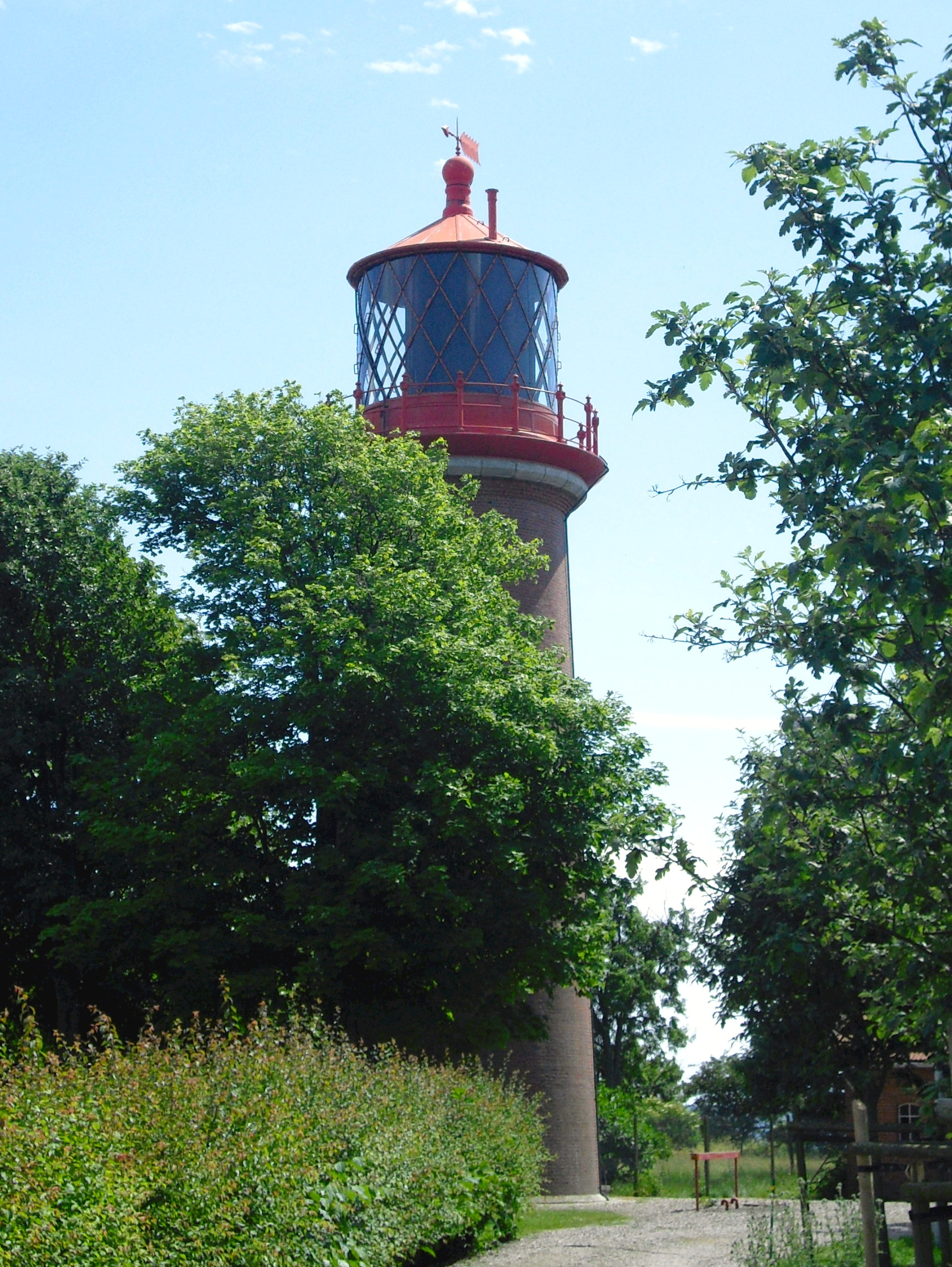
vy från gatan
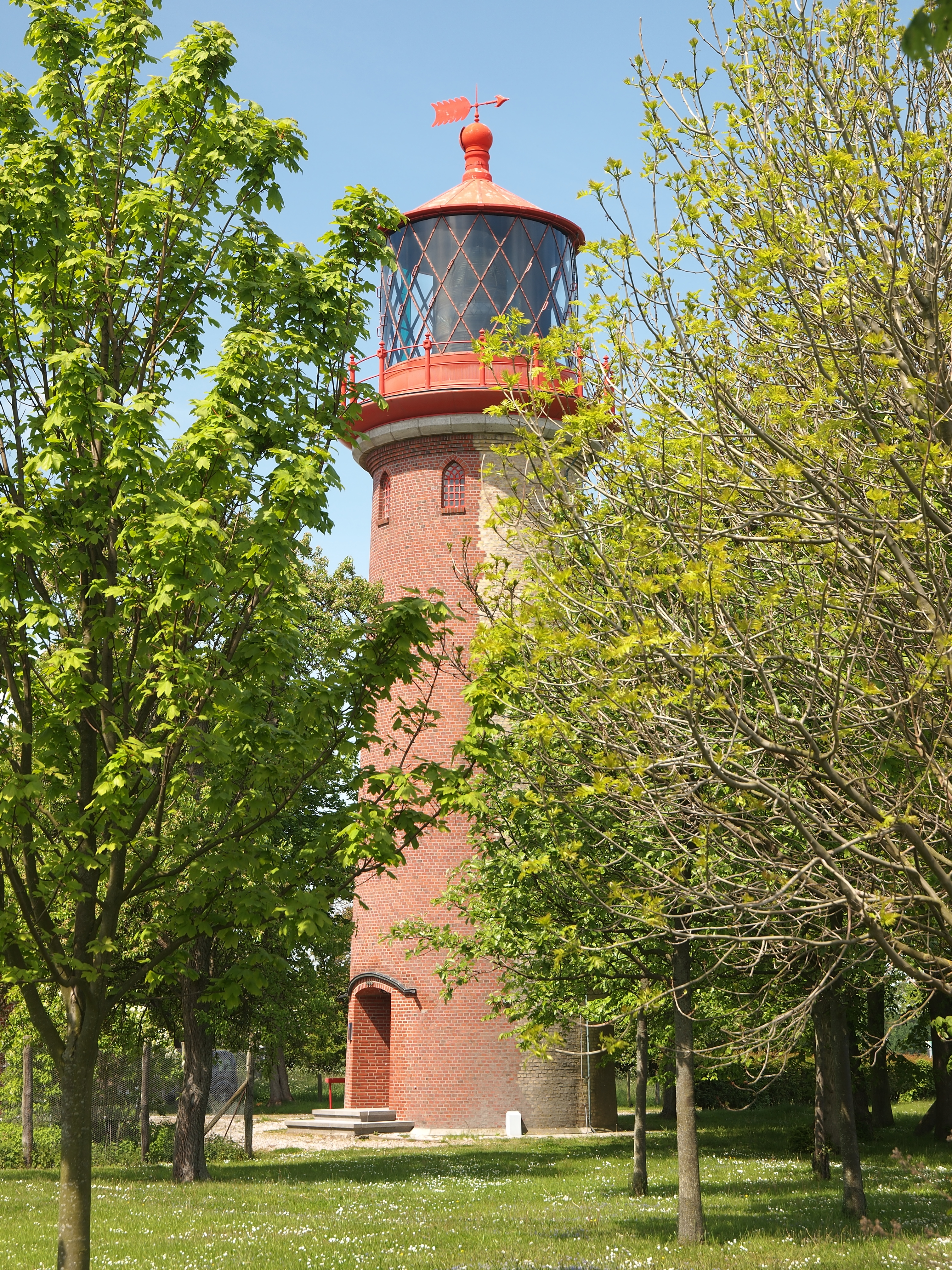
utsikt från innergården
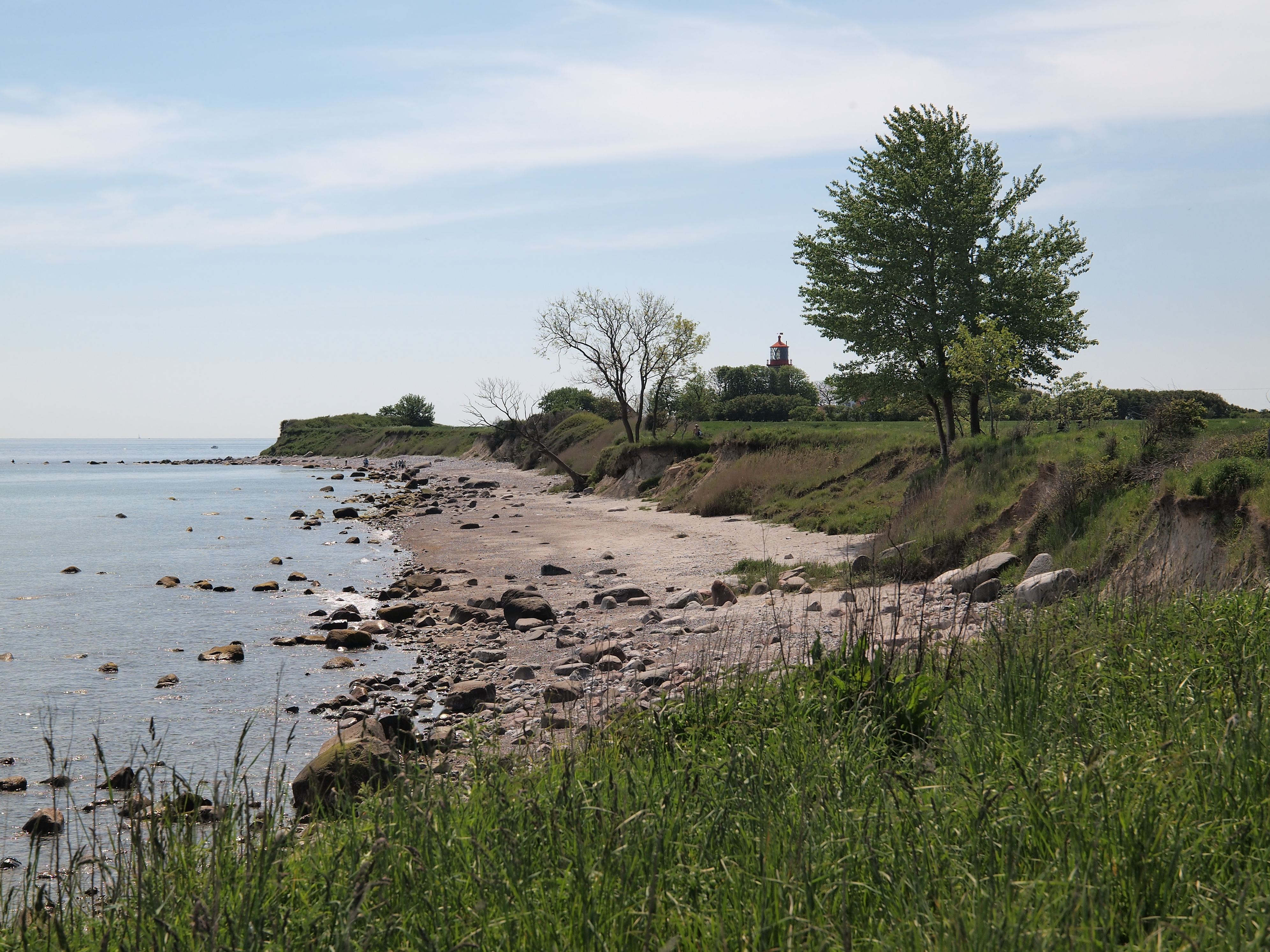
... och från kusten
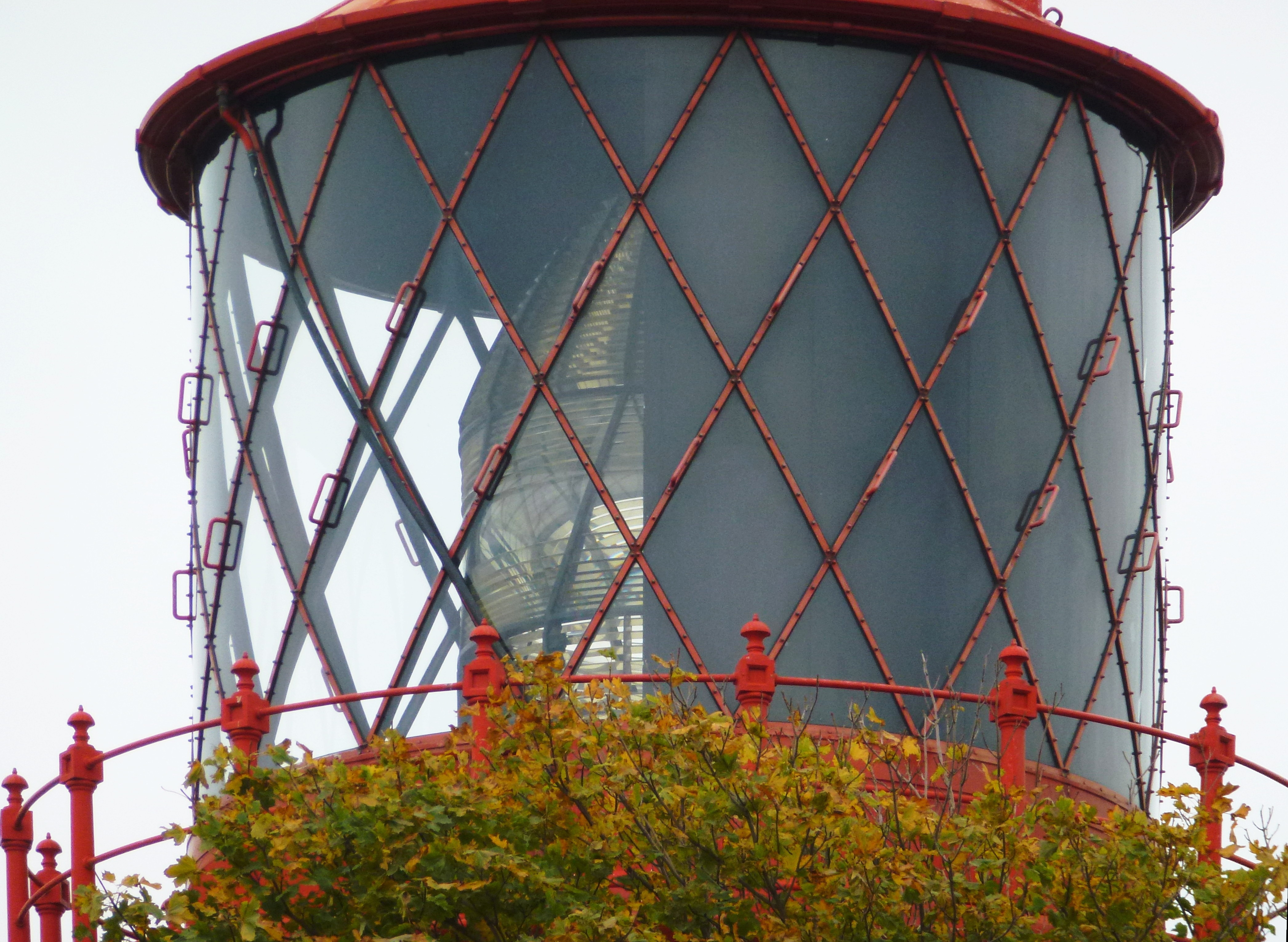
Lanternan
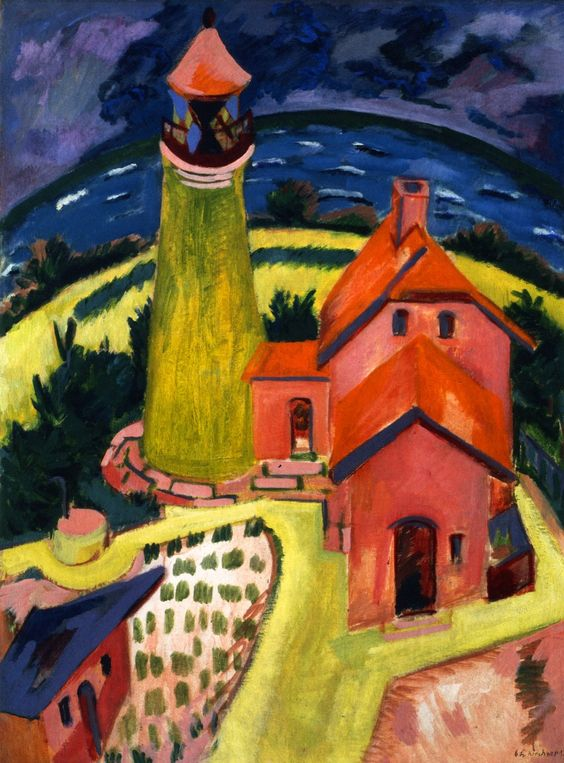
Ernst Ludwig Kirchner: Fyren Staberhuk, 1912, Carnegie Museum of Art, Pittsburgh